# 1911及1949年國會法令
《國會法令》（英語：The Parliament Acts），在英國通常指《1911年國會法令》（Parliament Act 1911）及《1949年國會法令》（Parliament Act 1949），自此確定英國國會議員每屆最多五年任期，以及兩院制中下議院優於上議院原則。

## 背景
1906年自由黨政府上台後，英國下議院對上議院的權力問題再度成為焦點。赫伯特·亨利·阿斯奎斯的自由黨政府提出數項社會福利計畫，這些計畫以及與德國間昂貴的軍備競賽，迫使政府以加稅的方式籌措財源。1909年，財政大臣大衛·勞合·喬治提出人民預算（People's Budget），對富有的地主開徵新稅。這項不受歡迎的法案，在保守黨主導的上議院中受挫。上議院的權勢因此成為選戰主要議題，自由黨於1910年1月再度勝選獲得政權，阿斯奎斯於是提案嚴格限制上議院的權力。其進程因愛德華七世駕崩而延遲，但於新君喬治五世即位後不久重新提案。
在1910年12月的大選後，阿斯奎斯得以確保限制上議院權力案定獲通過。首相提案，英皇同意，倘若上議院不通過此案，將會湧入500名新冊封的自由黨籍貴族（即1832年用以迫使上議院默許改革法案的相同策略）。結果《1911年國會法令》迅速獲得通過，褫奪上議院反對法案的權力。《1911年國會法令》本非永久性方案，原已策劃更為廣泛的改革，但兩黨皆無徹底執行之熱情，而上議院大體上維持世襲。
二戰後克莱门特·艾德礼領導的工黨政府擔心上議院會阻撓激進國有化改革，而於1949年通過《1949年國會法令》進一步縮減上議院的立法權，實為《1911年國會法令》增修條文。

## 條文重點
1911年國會法令
- 將《1716年七年屆期法令》（Septennial Act 1716）國會屆期最多七年改為五年。
- 送至上議院的撥款案（Money Bill，或稱「金錢法案」，僅與歲入及公共支出相關的法案，如預算案）不能擱置超過一個月，而其他法案則不能超出兩年。

1949年國會法令
- 上議院除撥款案外有權擱置法案的時間自兩年縮減為一年。

## 外部連結
- How does the Parliament Act work? (The Guardian, 2 July 2003)
- Parliament Act 1911的當今生效版本（包括所有修訂）（官方文本由英國成文法資料庫提供）
- Parliament Act 1949的當今生效版本（包括所有修訂）（官方文本由英國成文法資料庫提供）